# Zeelandbanken
De Zeelandbanken zijn een groep zandbanken grotendeels gelegen in het Belgische deel van de Noordzee. Deze groep zandbanken ligt parallel aan de kust en bestaat, in toenemende afstand tot de kust, uit de Akkaertbank, de Gootebank en de Thorntonbank. Het meest oostelijke deel van de Thorntonbank ligt in de Nederlandse territoriale wateren.